# 마루운동

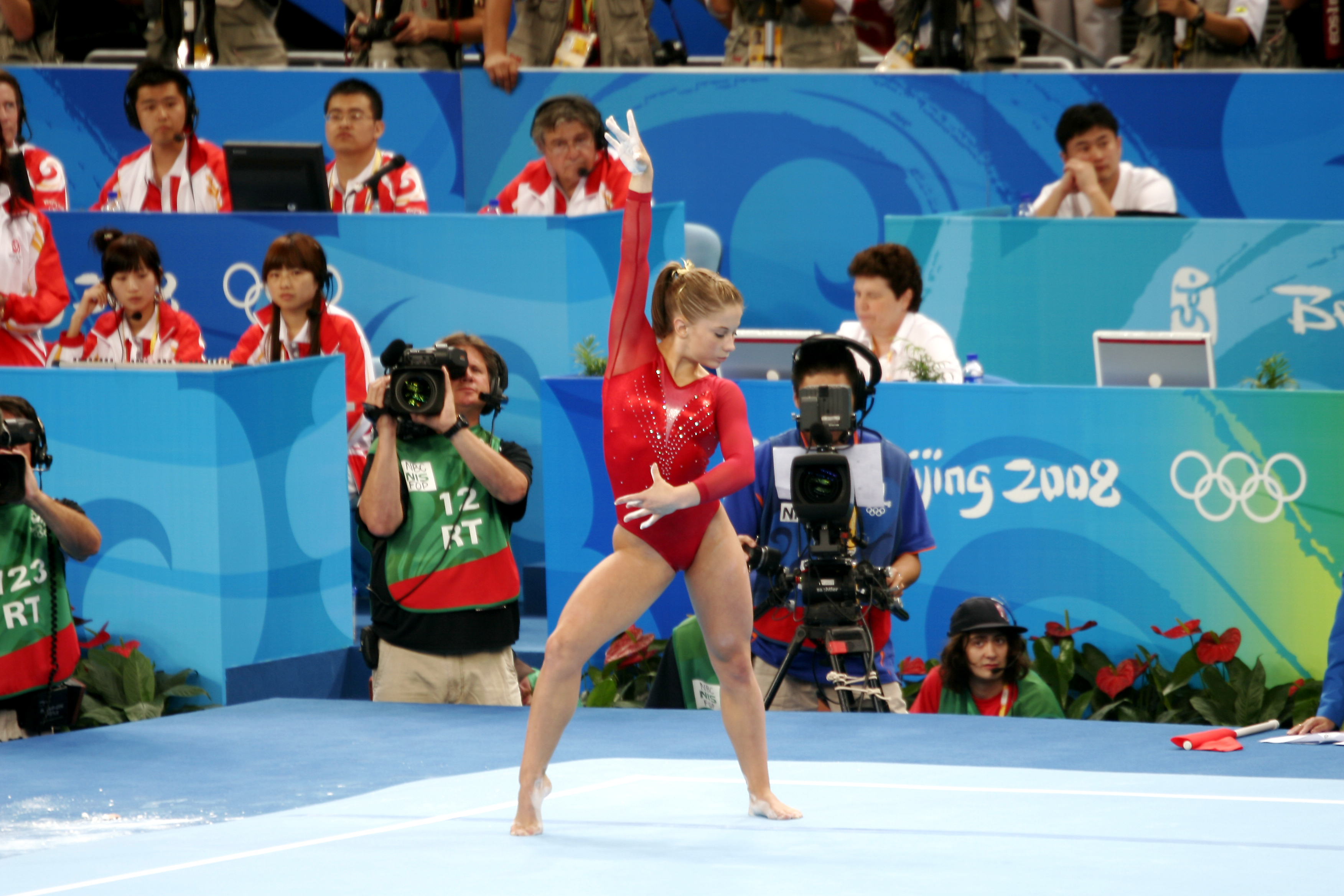
마루운동

마루운동(-漣動)은 체조 종목 중 하나이다. 탄성이 있는 12 x 12 미터의 공간에서, 체조의 기술을 이용해 연기한다. 남자는 70초 동안, 여자는(음악이 있다) 90초 동안 연기해야한다. 시간 초과 및 라인을 벗어나면 감점 대상이 된다.

## 개요
기계체조의 기본 운동으로, 구르기와 돌기를 중심으로 구성된다. 유연성·민첩성·평형성 등을 향상시키는 데 도움을 준다. 12×12m의 마루를 충분히 활용하여야 하는데, 선을 밟거나 벗어나면 감점이 된다. 점프, 공중 회전, 물구나무서기의 정지 동작, 무용적 요소 등을 연기에 포함시켜야 한다. 남자의 연기 구성은 힘 기량, 정지 기량, 평균 기량, 재주넘기 기량을 보일 수 있도록 짜되, 연기 시간은 50-70초 이내이다.
여자의 연기는 예술적인 뜀뛰기, 무용적인 움직임, 스텝, 회전 기량, 재주넘기를 섞어서 구성하여야 한다. 마루의 넓이를 충분히 사용할 수 있도록 구성하되, 불필요한 반복이나 뜀뛰기 기량, 재주넘기 전의 긴 도움닫기는 피하도록 하며, 연기 시간은 60-90초 이내이다.

## 같이 보기
- 우슈
- 아크로바틱 체조